# Non abbiamo bisogno
Non Abbiamo Bisogno (No en tenim necessitat) és una carta encíclica del Papa Pius XI, promulgada el 29 de juny de 1931, escrita en defensa de l'Acció Catòlica italiana després dels intents del règim feixista d'eliminar-la.

## Història
La publicació de l'encíclica seguí el decret de dissolució de l'Acció Catòlica promulgada per Benito Mussolini el 29 de maig de 1931 i el segrest de tots els cercles catòlics per la policia.

## Contingut
En l'encíclica, el feixisme és denunciat per «l'objectiu, ja en gran part, de monopolitzar completament la joventut, des de la primera infància fins a la vida adulta, per al benefici exclusiu d'un partit, d'un règim» i de la «persecució» contra l'Acció Catòlica feta a aquest propòsit. Per tant, l'ocasió de la condemna:
| « | Colpir per a aquest propòsit, tal com s'ha fet recentment, les seves associacions juvenils equivalen a una realitat que impedeix als joves anar a Jesucrist | » |

A l'encíclica, el pontífex aprofita l'oportunitat per defensar els pactes del Laterà i condemnar explícitament el feixisme com a doctrina totalitària:
| « | [El feixisme] és un veritable estatolatria pagana, no menys contrària als drets naturals de la família i amb els drets sobrenaturals de l'Església" | » |

La frase s'explica més endavant en aquests termes:
| « | Una concepció de l'Estat que fa que les generacions joves s'apareguin íntegrament i sense excepcions des de l'edat primerenca fins a l'adulta, no es pot reconciliar per un catòlic amb la doctrina catòlica, ni és compatible amb la llei natural de la família. No és per a un catòlic que es pugui reconciliar amb la doctrina catòlica per pretendre que l'Església, el Papa, s'ha de limitar a pràctiques externes de religió (missa i sagraments), i que la resta de l'educació pertany completament a l'Estat. | » |

De fet, explica que, tot i que la Santa Seu no havia pronunciat fins ara «condemnes formals i explícites» i havia continuat «creient possible i afavoriria la compatibilitat i la cooperació que per a altres semblava inadmissible», la persecució de l'acció catòlica, definida «com a L'Església i el seu Cap tenen més estimat i preciós», elimina qualsevol possibilitat de cooperació.
En resposta a les acusacions d'ingratitud llançades pel règim contra l'Església, l'encíclica respon recordant que l'estat italià s'ha beneficiat més aviat del crèdit concedit al feixisme per la Santa Seu:
| « | El clergat, l'episcopat i aquesta mateixa Santa Seu no han desmentit mai el que s'ha fet en tots aquests anys amb el benefici i avantatge de la religió; de fet, sovint han expressat una sincera i sincera gratitud. Però els atacs contra l'Acció Catòlica que van culminar amb les mesures policials contra ells van consumar-nos el dubte seriós de si les primeres actituds benèvoles provenien només d'un amor sincer i un zel per la religió. Si es vol parlar d'ingratitud, va ser i segueix sent el que un partit i un règim envien a la Santa Seu que, segons el judici del món sencer, es van tirar de les relacions amistoses amb la Santa Seu, al poble i fora, un augment de prestigi i de crèdit, que per a alguns a Itàlia i a l'estranger semblava excessiu, com el favor massa gran i la confiança massa àmplia per part nostra [del papa]. | » |